# Фоканов, Яков Степанович
Яков Степанович Фоканов (7 декабря 1899 года, дер. Кононово, Устюженский уезд, Новгородская губерния — 9 ноября 1985 года, Новосибирск) — советский военный деятель, генерал-лейтенант (28.09.1943).

## Начальная биография
Родился 7 декабря 1899 года в деревне Кононово ныне Устюженского района Вологодской области в крестьянской семье.
Окончил начальную школу и с 1911 года работал на лесозаготовках, а с 1917 — на сельхозработах по найму.

## Военная служба

### Гражданская война
16 марта 1919 года был призван в ряды РККА и направлен красноармейцем в отряд лыжников, а затем — на учёбу в полковую школу 11-го запасного стрелкового полка (Петроградский военный округ), после окончания которых направлен на учёбу на 7-е Петроградские пехотные курсы красных командиров. Принимал участие в боевых действиях под Нарвой и Петроградом против войск под командованием Н. Н. Юденича.

### Межвоенное время
В апреле 1921 года был назначен на должность младшего командира в составе 10-го запасного стрелкового полка (Петроградский военный округ), а в июне того же года — на должность командира взвода отдельного пулемётного полка (Петроградский укреплённый район).
В октябре 1923 года был направлен на учёбе сначала на 8-е Петроградские пехотные курсы, а затем — в Киевскую объединённую военную школу, после окончания которой в августе 1925 года был направлен в 138-й стрелковый полк (46-я стрелковая дивизия, Украинский военный округ), где служил на должностях командира взвода пулемётной роты, командира роты, казначея полка, командира стрелковой роты, помощника начальника штаба полка, начальника штаба и командира батальона.
В июле 1934 года был назначен на должность командира 57-го отдельного пулемётного батальона (Рыбницкий укреплённый район, Киевский военный округ), а в августе 1937 года — на должность командира 259-го стрелкового полка (87-я стрелковая дивизия). В ноябре того же года был направлен на учёбу на Высшие стрелково-тактические курсы «Выстрел», после окончания которых в августе 1938 года был назначен на должность командира 16-го стрелкового полка в составе той же дивизии.
В январе 1939 года был назначен на должность командира 61-й стрелковой дивизии (Приволжский военный округ), в августе того же года — на должность командира 129-й стрелковой дивизии, в январе 1940 года — на должность 18-й запасной бригады, а 16 июля того же года — на должность командира 154-й стрелковой дивизии.

### Великая Отечественная война
С началом войны находился на прежней должности.
С июля 1941 года дивизия вела оборонительные боевые действия в районе городов Рогачёв и Жлобин, а также в наступлении на Бобруйск. Вскоре дивизия в ходе Смоленского сражения принимала участие в освобождении Жлобина, где в августе попала в окружение, вышла из которого в районе Губичи к 19 августа. Выходивший вместе с дивизией командир 63-го стрелкового корпуса генерал-лейтенант Л. Г. Петровский погиб в бою в районе деревни Скепня. Вскоре дивизия участвовала в оборонительных боевых действиях на восточном берегу Днепра в районе города Лоев, в сентябре — в ходе Орловско-Брянской и Тульской оборонительных операций, а в декабре — в ходе Калужской наступательной операции и освобождении Калуги.
В августе 1942 года дивизия участвовала во фронтовом контрударе против 2-й танковой армии противника в районе южнее Козельска, в результате чего противник, понеся большие потери, перешёл к обороне. За проявленное мужество и героизм личного состава в боевых действиях дивизия была преобразована в 47-ю гвардейскую, а Фоканов награждён орденом Красного Знамени. В октябре дивизия была передислоцирована в район Сталинграда.
В ноябре 1942 года был назначен на должность заместителя командующего 5-й танковой армией, а в апреле 1943 года (до февраля 1944) — на должность командира 29-го гвардейского стрелкового корпуса, который принимал участие в ходе Донбасской и Запорожской наступательных операций, а также в освобождении городов Барвенково и Запорожье, за что командир корпуса был награждён орденами Красного Знамени и Кутузова 2 степени. В апреле 1944 года повторно назначен на должность командира корпуса (до августа 1944).
6 сентября 1944 назначен командиром 29-го стрелкового корпуса, участвовал в ходе Восточно-Прусской и Млавско-Эльбингской наступательных операций, а также в освобождении городов Макув, Макув-Мазовецки, Пшасныш, Алленштайн и Браунсберг. Вскоре корпус принимал участие в боевых действиях по уничтожению хейльсбергской группировки противника, за что Фоканов был награждён орденом Кутузова 1 степени.

### Послевоенная карьера
После окончания войны продолжал командовать 29-м стрелковым корпусом.
В апреле 1947 года был направлен на учёбу на Высшие академические курсы при Высшей военной академии имени К. Е. Ворошилова, после окончания которых в мае 1948 года был назначен на должность помощника командующего 6-й гвардейской механизированной армии (Забайкальский военный округ), в январе 1953 года — на должность помощника командующего — начальника отдела боевой подготовки 39-й армии, дислоцированной в Порт-Артуре, а в феврале 1955 года — на должность помощника командующего войсками — начальника отдела боевой подготовки Западно-Сибирского военного округа, преобразованного в январе 1956 года в Сибирский.
С марта 1957 года состоял в распоряжении главнокомандующего Сухопутными войсками и в июле того же года был назначен на должность старшего военного советника командующего войсками военного округа НОАК, а в январе 1959 года — на должность военного специалиста при военном округе — старшего группы специалистов военного округа НОАК.
В мае 1959 года вышел в запас в звании генерал-лейтенанта. Умер 9 ноября 1985 года в Новосибирске. Похоронен на Заельцовском кладбище (квартал 48В).

## Награды
- Орден Ленина;
- Пять орденов Красного Знамени;
- Орден Кутузова 1 и 2 степени;
- Орден Суворова 2 степени;
- Орден Отечественной войны 1 степени;
- Медали.
- Почётный гражданин Калуги.